# Phaloria supiori
Phaloria supiori är en insektsart som beskrevs av Andrej Vasiljevitj Gorochov 2005. Phaloria supiori ingår i släktet Phaloria och familjen syrsor. Inga underarter finns listade i Catalogue of Life.